# 닉 드 루이즈

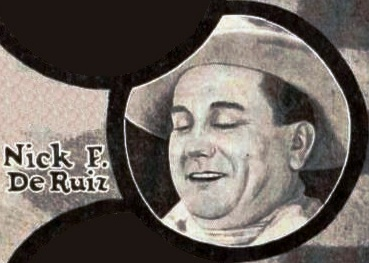

닉 드 루이즈(Nick De Ruiz, 1871년 2월 24일 ~ 1959년 6월 21일)는 미국의 배우이다.
샌타바버라에서 태어났으며 로스앤젤레스에서 사망하였다.

## 영화
- 로빈 훗의 모험 (1938년)
- 비바 빌라! (1934년)
- 리오 리타 (1929년)
- 웃는 남자 (1928년)
- 괴인 서커스단의 비밀 (1927년)
- 노틀담의 꼽추 (1923년)